# Balthazar De Beuckelaer
Balthazar François Xavier de Beuckelaer (Anversa, 27 settembre 1902 – Anversa, 1º dicembre 1944) è stato uno schermidore belga, vincitore di una medaglia d'oro, una d'argento ed una di bronzo ai Campionati Internazionali di scherma.

## Palmarès
In carriera ha ottenuto i seguenti risultati:
- Mondiali di scherma

Vichy 1927: bronzo nella spada individuale.
Napoli 1929: argento nel fioretto a squadre.
Liegi 1930: oro nella spada a squadre.